# Kiscsávó (film)
A Kiscsávó (eredeti cím: Little Man) 2006-ban bemutatott amerikai filmvígjáték, melyet Keenen Ivory Wayans rendezett. A forgatókönyvet Keenen Ivory, Shawn Wayans és Marlon Wayans írta, akik a film főszereplői és producerei is voltak. További fontosabb szerepekben Kerry Washington, John Witherspoon, Tracy Morgan, Lochlyn Munro, Chazz Palminteri és Molly Shannon látható.
2006. július 14-én mutatták be az Amerikai Egyesült Államokban. Bevételi szempontból sikert aratott, de lesújtó véleményeket kapott a kritikusoktól és négy Arany Málna díjat nyert.

## Cselekmény
Calvin Simms Chicagóban élő, rettenhetetlen, ám mindössze félméteres magasságú ékszertolvaj, aki frissen szabadult a börtönből. Esetlen társával, Percy P.-vel egy ékszerüzlet kirablását és egy nagy értékű gyémánt megszerzését tervezi, egy Mr. Walken nevű gengszter megbízásából. A sikeres rablás után a rendőrség a nyomukban van, ezért Calvin egy gyanútlan nő táskájában rejti el a drágakövet. Követik otthonába a nőt, Vanessa Edwardsot és annak férjét, Darrylt – utóbbi nagyon szeretne már gyereket, de párja vonakodik ettől.
Calvin és Percy kieszel egy tervet: Calvint kisbabának álcázva a házaspár ajtaja előtt hagyják, így próbálva visszaszerezni a zsákmányt. Darryl és Vanessa kénytelen a hétvégére befogadni az „árvát”, mert a gyámhivatal zárva tart. Vanessa apja, Francis "Pops" viszont gyanakodva nézi a jövevényt és a házaspár barátai is furcsának találják a „gyermeket”. Calvin egyre jobban megkedveli „nevelőszüleit” és bűntudata támad, amiért kihasználja őket – főleg azután, hogy szülinapi bulit szerveznek neki (véletlenül épp a bűnöző igazi születésnapján), amit gyerekként sosem kaphatott meg a saját szüleitől. Walken türelmetlenkedni kezd és a gyémántot követeli Percytől. A tettestárs megpróbálja önmagát Calvin apjaként kiadva visszaszerezni „gyermekét”, de Darryl elzavarja a házából. Walken emberei ennek szemtanúi lesznek és azt hiszik, Darryl és Calvin egy és ugyanazon személy.
Darryl és Vanessa örökbe akarja fogadni Calvint, de hazatérve megdöbbenve látják, ahogy Pops (aki rájött a férfi titkára) Calvint fojtogatja. A beszámíthatatlannak vélt idős férfit egy otthonba küldik, ám ő egy Calvinnak korábban ajándékba adott, játékmackóba rejtett bébiőr kamerával felvette Calvin vallomását. Darryl megnézi a felvételt és rájön az átverésre. Walken és emberei betörnek Edwardsék otthonába, de Calvinnek sikerült megmentenie Darrylt és rendőrkézre juttatnia a gengsztert és csatlósait. Darryl magas pénzjutalmat kap a visszaszerzett gyémántért és hálából nem adja fel a rendőrségen az életét megmentő Calvint.
Távozása előtt Calvin köszönetet mond Darrylnek a gondoskodásért és elismeri, a férfiből egyszer majd remek apa lesz. Darryl visszafogadja az új családja elvesztése miatt hisztérikusan zokogó Calvint és jó barátok lesznek. A film végén Calvin és Pops Darryl és Vanessa újszülött babájával játszanak... aki pontosan úgy néz ki, mint Calvin.

## Szereplők
| Szerep                   | Színész          | Magyar hang         |
| ------------------------ | ---------------- | ------------------- |
| Calvin Simms             | Marlon Wayans    | Kálloy Molnár Péter |
| Darryl Edwards           | Shawn Wayans     | Dózsa Zoltán        |
| Vanessa Edwards          | Kerry Washington | Németh Borbála      |
| Papa                     | John Witherspoon | Beregi Péter        |
| Percy "P Unit" Pryor     | Tracy Morgan     | Szabó Győző         |
| Greg                     | Lochlyn Munro    | Debreczeny Csaba    |
| Walken                   | Chazz Palminteri | Ujlaki Dénes        |
| Jimmy                    | David Alan Grier | Jantyik Csaba       |
| Rosco                    | Dave Sheridan    | Bicskey Lukács      |
| Brittany                 | Brittany Daniel  | Balogh Anna         |
| Janet                    | Alex Borstein    | Peller Anna         |
| Bruno                    | John DeSantis    | Albert Péter        |
| focis anyuka             | Molly Shannon    | N/A                 |
| Dinoszaurusz Rex (cameo) | Rob Schneider    | Józsa Imre          |

## A film készítése
A Kiscsávó eredetileg a Feketék fehéren (2004) című film folytatása lett volna, melyben szintén a Wayans testvérek a főszereplők. Végül azonban a folytatás helyett egy új filmötletet valósítottak meg. A forgatás Vancouver területén kezdődött, 2005. október 17. és 2006. március 1. között zajlott.
A jeleneteket Calvinnel kétszer vették fel: először a kilenc éves, 75 cm magasságú Linden Porco formálta meg, a többi szereplő társaságában. Másodszor Marlon Wayans alakította, egyedül, bluescreen technikát használva, zöld háttérrel és ruhákkal. A forgatás után Porco feje a felvételeken Marlonéval lett kicserélve. Porco testét barnára festették, hogy passzoljon Marlon fejéhez.

## Számlista
- Lloyd Banks and 50 Cent – My House
- Chamillionaire and Krayzie Bone – Ridin'
- The Black Eyed Peas – Pump It
- Limp Bizkit – Home Sweet Home/Bittersweet Symphony
- Jeff Berry and Ja'net Dubois – Movin' on Up
- Dwayne Wayans and Eric Willis – Buddy (D-Rex Theme Song)
- Ill Niño – In This Moment
- Muddy Waters – Lifetime
- Harry Nilsson – Best Friend
- Robert Kool Bell – Celebration
- Echo & the Bunnymen – The Message
- Maxwell – Purple Haze
- 50 Cent and Olivia – Candy Shop" (instrumental)
- Mildred J. Hill and Patty S. Hill – Happy Birthday to You
- Fatboy Slim – Praise You

## Fogadtatás

### Kritikai visszhang
A legtöbb kritika negatív volt. A Rotten Tomatoes 12%-os, gyenge értékelést adott a filmre, 91 kritika alapján. Az oldal összefoglalója szerint: „újabb trükkös komédia a Wayans testvérektől, a Kiscsávó hozza a kötelező illetlenségeket, de a nevettetést elfelejtette magával hozni”.

### Bevételi adatok
Észak-Amerikában 58 645 052, világszerte összesen 104 003 322 dollár lett a film bevétele. A film költségvetése 64 millió dollár volt. 2006. szeptember 1-jén mutatták be az Egyesült Királyságban, ahol 2. helyen nyitott a mozikban, az Én, a nő és plusz egy fő mögött.

### Díjak és jelölések
| Díj             | Kategória                         | Jelölt                                    | Eredmény |
| --------------- | --------------------------------- | ----------------------------------------- | -------- |
| Arany Málna díj | legrosszabb film                  | legrosszabb film                          | Jelölve  |
| Arany Málna díj | legrosszabb rendező               | Keenen Ivory Wayans                       | Jelölve  |
| Arany Málna díj | legrosszabb forgatókönyv          | Keenen Ivory Wayans                       | Jelölve  |
| Arany Málna díj | legrosszabb forgatókönyv          | Marlon Wayans és Shawn Wayans             | Jelölve  |
| Arany Málna díj | legrosszabb férfi főszereplő      | Marlon Wayans és Shawn Wayans             | Elnyerte |
| Arany Málna díj | legrosszabb filmes páros          | Marlon Wayans és Shawn Wayans             | Elnyerte |
| Arany Málna díj | legrosszabb filmes páros          | Kerry Washington és Shawn Wayans          | Elnyerte |
| Arany Málna díj | legrosszabb remake vagy koppintás | Baby Buggy Bunny (Merrie Melodies epizód) | Elnyerte |

## Médiakiadás
2006. november 7-én jelent meg Blu-rayen, UMD-n és DVD-n az Egyesült Államokban. 2007. január 15-én az Egyesült Királyságban is kiadták, a Sony Pictures Home Entertainment forgalmazásában.